# Paroisse St. George

Paroisse St. George est une paroisse dans le comté de Kings sur l'Île-du-Prince-Édouard, au Canada.
Elle contient les cantons suivants:
- Lot 51
- Lot 52
- Lot 53
- Lot 54
- Lot 55
- Lot 56
- Lot 66

Elle contient aussi Kings Royalty.